# TinyURL
TinyURL (tinyurl.com) est un service web de réduction d'URL créé par Kevin Gilbertson dans le but d'offrir de courts alias d'adresses web. Gilbertson, un développeur web, a lancé ce service en janvier 2002 car il souhaitait publier des hyperliens vers des posts dans les forums Internet, posts qui avaient souvent une longue URL difficile à lire et à retenir.

## Service
Le site web propose une boîte de dialogue texte pour saisir une longue URL. Pour chacune des URL saisies, il retourne un alias en ayant recours à une table de hachage. Par exemple, ce pourrait être http://tinyurl.com/68abs5. Si l'URL est déjà connue de TinyURL, il retourne un alias qui existe déjà. Lorsqu'un surfeur web tape l'alias dans la barre d'adresses de son navigateur web, il est mené à TinyURL qui effectue une redirection vers la page cible.

## Critiques
Ces courts alias sont vus comme utiles, car ils sont souvent faciles à écrire sur une feuille de papier, à transmettre via un courriel, et à retenir. Il est moins facile de se tromper en les communiquant et ils sont prisés dans les réseaux IRC et les courriels, où la concision est de mise. De plus, certains clients de messagerie imposent des limites au nombre de caractères sur une même ligne, insérant des retours de chariot de façon sauvage, ce qui exige de la part des envoyeurs de couper les longues adresses à la main et des destinataires de les recomposer à la main.
Ce service amène aussi son lot d'inconvénients.
Les alias sont opaques dans le sens qu'ils cachent aux yeux du surfeur la destination ultime. Ils peuvent donc amener un surfeur à visiter une page qui contient du matériel pornographique ou qui compromettrait la sécurité de son ordinateur en abusant des faiblesses de son navigateur web. Pour prévenir de tels abus, TinyURL offre la possibilité d'inscrire différents paramètres dans un cookie, tels que l'obligation d'afficher un extrait de la destination ultime au site même de TinyURL. Substituer preview.tinyurl.com à tinyurl.com dans l'URL offre le même service. Les producteurs de pourriels profitent de ce service en insérant un alias d'URL dans les blogs, masquant ainsi l'adresse de destination.
Ce service étant centralisé, il fragilise le réseau qui s'appuie sur son service de production d'alias et de redirection.
Lorsque le service a été lancé, les utilisateurs pouvaient composer les alias. Les abus étaient à prévoir. Par exemple, http://tinyurl.com/dick (dick en anglais signifiant vulgairement pénis) correspond à l'adresse, sur le site web de la Maison-Blanche, de la page du vice-président des États-Unis Dick Cheney, alors que http://tinyurl.com/cunt (cunt en anglais signifiant vulgairement vagin) correspond à celui de son épouse, Lynne Cheney. Aujourd'hui, TinyURL.com publie un message d'erreur pour ces alias, indiquant qu'ils ont été clos car ils ne respectent pas les conditions d'utilisation.
Pour ces raisons, plusieurs sites web interdisent l'insertion d'alias contenant tinyurl.com. Par exemple, depuis 2006, MySpace interdit l'insertion de posts qui contiennent un hyperlien vers TinyURL.com. Le domaine est également bloqué sur tous les projets de la fondation Wikimédia.